# Biografický slovník archivářů českých zemí
Biografický slovník archivářů českých zemí je kniha encyklopedického charakteru, která vznikla pod vedením Jaroslavy Hoffmannové a Jany Pražákové. Lexikon vyšel v roce 2000 v nakladatelství Libri a obsahuje základní data o 2053 archivářích 
od vlády Karla IV., který ustanovil vůbec prvního státního archiváře, do konce 20. století.

## Vznik knihy
O sestavení slovníku jednala poprvé vědecká archivní rada Ministerstva vnitra v roce 1993. V letech 1995-1996 probíhal sběr dat. Na tvorbě jednotlivých hesel se podílelo 272 pracovníků a 657 dalších zpracovalo své vlastní biogramy. Uzávěrka dat byla k 31. prosinci 1999. Vydalo ji v roce 2000 nakladatelství Libri jako svou 105. publikaci v nákladu 1000 výtisků. Kniha má 830 stran včetně příloh a cizojazyčných textů. Je vázaná v tmavozelených deskách, na titulní straně je ukázka listiny z roku 1743. Doporučená prodejní cena byla 750 Kč.

## Obsah
Slovník obsahuje údaje o archivářích, kteří působili v Českých zemích nebo z nich pocházeli bez ohledu na svou národnost. Kromě samotných archivářů byli do lexikonu zahrnuti též další pracovníci archivů jako konzervátoři a restaurátoři, fotografové, knihovníci a pedagogové archivního školství.
Úvodní část lexikonu obsahuje přehlednou studii o vývoji státních, stavovských a zemských i oborových archivů v Českých zemích, kapitolu o samotném slovníku (tyto dvě části jsou i v německé a anglické jazykové mutaci), seznam zpracovatelů a zkratek. Následuje vlastní náplň knihy, kde jsou hesla seřazená abecedně, nijak nečleněná do jiných celků. Poté následují přílohy týkající se dozorových archivních orgánů a adresář archivů v ČR platný k 31. květnu 2000.